# Curt Hildebrand von Einsiedel
Curt Hildebrand von Einsiedel (* 8. Juni 1758 in Dragsdorf; † 21. Dezember 1834 in Dresden) war ein sächsischer Generalmajor der Infanterie und Kommandant der Residenz Dresden.

## Leben

### Herkunft
Curt Hildebrand entstammt der Linie Gnandstein der Familie von Einsiedel. Seine Eltern waren Heinrich von Einsiedel (1713–1786) und dessen Ehefrau Johanne Charlotte Edler († 1797).

### Militärkarriere
Einsiedel wurde als vierter Sohn für den Militärdienst bestimmt. Er kam im Jahr 1773 in das Kadettenhaus, von dort wurde er bereits im Herbst 1773 als Souslieutenant in das damalige Infanterieregiment „Kurfürstin“ (1810 als Regiment „Dyherrn“ aufgelöst) versetzt. Er kämpfte 1779 noch in den letzten Tagen des Bayerischen Erbfolgekriegs. Im Jahr 1787 stieg er zum Premierleutnant und am Ende September 1795 zum Hauptmann auf. Als solcher kämpfte er 1796 im Ersten Koalitionskrieg gegen die Franzosen in der Schlacht bei Wetzlar.
Im Vierten Koalitionskrieg nahm er 1806 an der Schlacht bei Jena teil. Am 5. Juli 1807 wurde er zum Major befördert und befehligte während des Fünften Koalitionskriegs von 1809 in Sachsen ein Grenadierbataillon. Im Gefecht bei Wilsdruff wurde er von einem sächsischer Dragoner verwundet. Er erhielt einen Säbelhieb in den Kopf, da der Dragoner den Major, welcher den Mantel umgenommen hatte, für einen österreichischen Offizier hielt. 
Bei der Reorganisation der sächsischen Truppen im 1810 kam er in das Infanterieregiment „König“, wurde am 17. August 1810 Oberstleutnant und in das Regiment „Rechten“ versetzt, das zu jener Zeit in Danzig stand. Den Feldzug von 1812 machte das Regiment „Rechten“ im 9. Armeekorps unter dem Marschall von Belluno mit. Einsiedel wurde am 30. Juli 1812 zum Oberst und Generaladjutanten des Königs ernannt, behielt aber seine Anstellung im Regiment einstweilen bei. Er kämpfte beim Übergang über die Beresina, erhielt eine Contusion auf die Brust und geriet in Gefangenschaft.
Er kämpfte im Jahr 1813 nicht mehr, wurde aber 1814 (Sachsen hatte auf die Seite der Alliierten gewechselt) Kommandeur des 1. Linien-Regiments, das am Feldzug in den Niederlanden teilnahm, so wie 1815 im Elsass, wo er einige Zeit die Blockadetruppen vor Schlettstadt befehligte. 
Am 5. März 1823 avancierte Einsiedel zum Generalmajor und Kommandanten der Residenz Dresden. In Anerkennung seiner in den Feldzügen 1778/79, 1796, 1806, 1809, 1812 bis 1815 geleisteten treuen und umsichtigen Dienste belieh ihn König Anton am 15. Oktober 1828 anlässlich seines 50-jährigen Dienstjubiläums mit dem Ritterkreuz des Militär-St.-Heinrichs-Ordens. Er erhielt ab Herbst 1830 Wartegeld und später eine Pension. Er starb am 21. Dezember 1834 in Dresden.

### Familie
Einsiedel war mit N.N. von Löbell verheiratet und hatte mehrere Kinder, darunter:
- Karl (1788–1814), Leutnant
- Curt (1790–1858), sächsischer Oberst ⚭ 1820 Emma Auguste von Schwarz (1802–1864), Tochter des Rittergutsbesitzers Georg Gottlieb von Schwarz[2][3]
- Ida Cäcilia Ludovika (* 1791)

⚭ 1816 Karl Friedrich von Klotz († 1818)
⚭ 1828 Heinrich Moritz Birnbaum (1784–1852), sächsischer Generalleutnant, Kommandant der Festung Königstein
- Alexander (1792–1835), sächsischer Hauptmann
- Laurette (1800–1890)